# 実質事項
実質事項（じっしつじこう）とは、国際連合安全保障理事会で討議される非手続事項のことである。事項は手続事項と実質事項（非手続事項）に分類されるが、国際連合憲章に手続事項の定義は存在しない。理事会の先例をみると、当該議題に関して理事会が議論するべきかどうかは手続事項として扱われ、その他は実質事項である。なお、常任理事国（五大国）の拒否権は実質事項にのみ行使でき、手続事項にはできないとされている。